# 帕卡亞斯區
帕卡亞斯區（西班牙語：Pacayas），是哥斯達黎加的一個區，位於該國東部卡塔戈省，距離卡塔戈17公里，面積28.77平方公里，海拔高度1,735米，2010年人口5,628，人口密度每平方公里195.62人。